# José Durán Santibáñez
José Mario Durán Santibáñez (n. Melipilla, Chile, 14 de julio de 1989) es un futbolista chileno. Juega de volante ofensivo y también se desempeña como delantero, actualmente milita en Ferroviario Comercial de Las Cabras de la Asociación de Las Cabras, parte del fútbol amateur de la Región de O'Higgins, Chile.

## Clubes
| Club                                | País  | Año           |
| ----------------------------------- | ----- | ------------- |
| Deportes Melipilla                  | Chile | 2007-2008     |
| Magallanes                          | Chile | 2009          |
| Deportes Melipilla                  | Chile | 2010          |
| Barnechea                           | Chile | 2011-2012     |
| Unión Temuco                        | Chile | 2013          |
| Barnechea                           | Chile | 2013-2014     |
| Deportes Pintana                    | Chile | 2014-2015     |
| Barnechea                           | Chile | 2015-2016     |
| Deportes Pintana                    | Chile | 2016-2017     |
| Ferroviario Comercial de Las Cabras | Chile | 2022-presente |

## Palmarés

### Campeonatos nacionales
| Título    | Club      | País  | Año  |
| --------- | --------- | ----- | ---- |
| Tercera A | Barnechea | Chile | 2011 |